# Asperner See
Der Asperner See, offiziell Landschaftsteich Seestadt Aspern, ist ein künstlich angelegter Baggersee im 22. Wiener Gemeindebezirk Donaustadt. Er befindet sich im Zentrum des in Bau befindlichen Stadtentwicklungsgebiets Seestadt Aspern.

## Geografie und Lage
Der Asperner See ist etwa 54.000 m² groß und bis zu sieben Meter tief. Er wurde 2010 durch umfangreiche Baggerungen im vorhandenen Donauschotter angelegt. Das Geländeniveau des Seeparks wurde dabei um drei Meter abgesenkt, der Landschaftsteich wird seither vom unterirdisch verlaufenden Grundwasserstrom gespeist. Die Uferkanten an der Nordseite des Sees sind durch geradelaufende Spundwände befestigt. Die Geländekante an der Südseite ist mäandernd angelegt und fällt vom Seepark Aspern zum See hin ab. 
Der See ist Zentrum und Namensgeber des Stadtentwicklungsgebiets Seestadt Aspern. Südwestlich befindet sich das Pionierquartier, südlich das Seeparkquartier und nordöstlich das Quartier am Seebogen. Ein schmaler Abschnitt des Sees wird von der in Hochlage ausgeführten U-Bahn-Station Seestadt überspannt, die gleichzeitig die nordöstliche Endstation der U-Bahn-Linie U2 ist.

## Gewässerökologie
2023 fanden zwei umfangreiche Untersuchungen zur Gewässerökologie des Sees statt. Insgesamt gilt er als oligotroph, also nährstoff- und pflanzenarm. Durch die Lage in der Donaustädter Kies- und Sandschicht finden sich erhöhte Anteile von Calcium und Silicium im Wasser. Bedingt durch landwirtschaftliche Nutzung im Umland ist der Nitratstickstoff-Gehalt erhöht. Die resultierende geringe Algen-Biomasse bedeutet wenig Schwebstoffe und sorgt für hohe Sichttiefen. 
23 Wasserpflanzenarten wurden nachgewiesen, vorrangig die bodenlebenden Characeen und Vaucheria. Nahe der Oberfläche wachsen primär das Ährige Tausendblatt und Laichkräuter. Vier der gefundenen Pflanzenarten gelten in Österreich als gefährdet, die Weiße Seerose steht unter Naturschutz.

## Geschichte

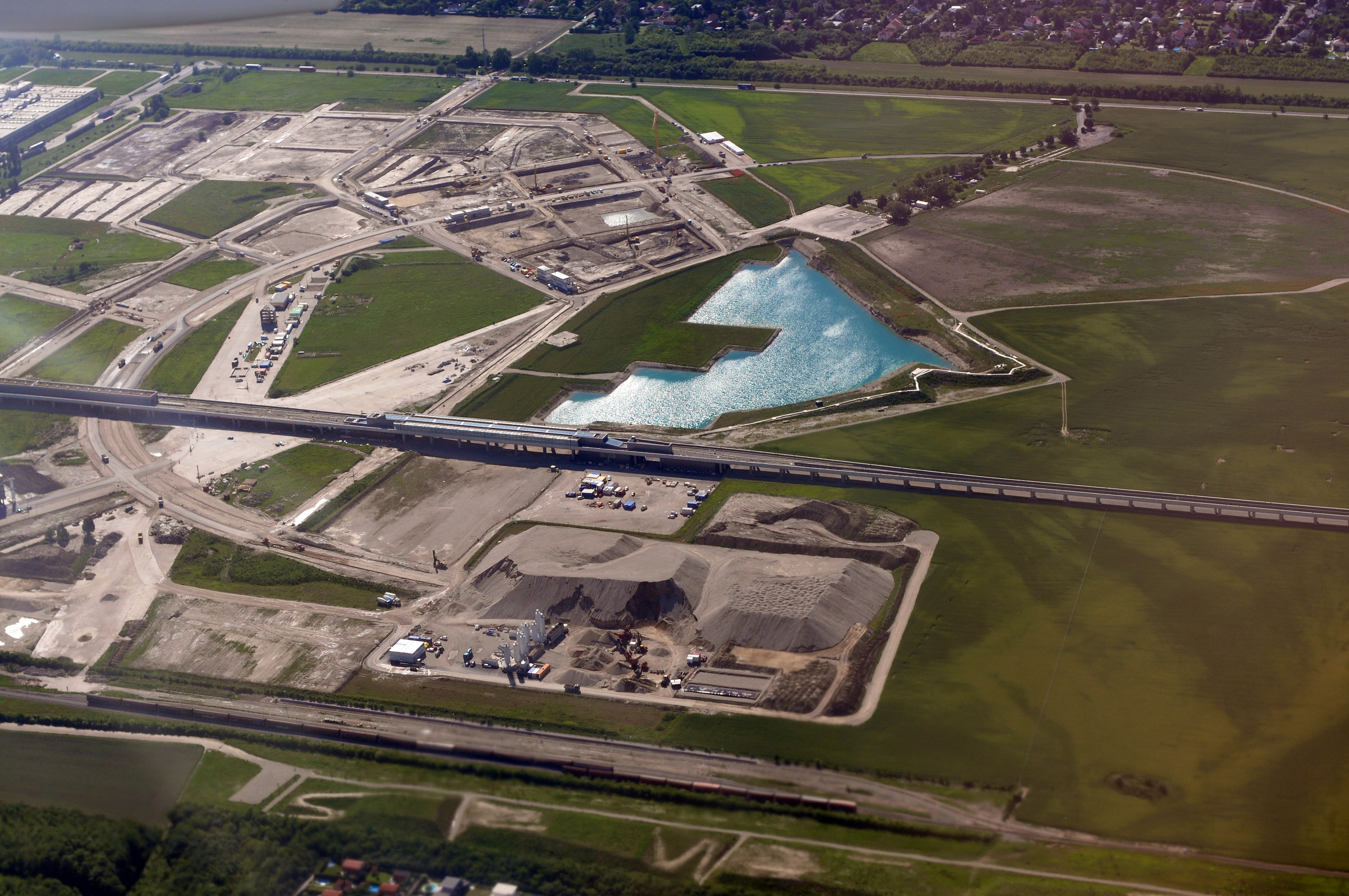
Bauarbeiten in der Seestadt mit teilweise ausgehobenem Landschaftsteich, 2013

Anfang des 20. Jahrhunderts befand sich an dieser Stelle das damals noch zum Gemeindebezirk Floridsdorf gehörende Untere Hausfeld. Der hier errichtete Flughafen Aspern wurde 1912 eröffnet und war zu diesem Zeitpunkt der größte Flughafen Österreichs. Nach seiner Schließung 1977 lag das Gelände jahrelang brach und wurde ab 1988 vom Autofahrerklub ARBÖ als Verkehrsübungsplatz genutzt. 
2009 fiel der Startschuss für den Abbruch des Flugfeldes und der Errichtung der Seestadt Aspern. Mit den Aushubarbeiten für den offiziell Landschaftsteich Seestadt Aspern genannten See wurde im Sommer 2010 begonnen. Am 26. Mai 2014 erfolgte der Spatenstich für die Bauarbeiten an dem EU-kofinanzierten Seepark sowie dem Yella-Hertzka-Park und Hannah-Arendt-Park. Am 3. Juli 2015 wurden im Rahmen eines Eröffnungsfestes der See, der Seepark sowie der Yella-Hertzka-Park für die Öffentlichkeit zugänglich gemacht.